# Seznam chráněných území v okrese Dunajská Streda
Toto je seznam chráněných území v okrese Dunajská Streda aktuální k roku 2015, ve kterém jsou uvedena chráněná území v oblasti okresu Dunajská Streda.
| Kód  | Obrázek | Typ | Název                      | Rozloha (ha) | Galerie Commons                         | Popis území | Souřadnice                      |
| ---- | ------- | --- | -------------------------- | ------------ | --------------------------------------- | ----------- | ------------------------------- |
| 27   |         | NPR | Číčovské mŕtve rameno      | 79,8715      |                                         |             |                                 |
| 1177 |         | CHA | Čiližské močiare           | 88,6569      |                                         |             |                                 |
| 1145 |         | PR  | Foráš                      | 115,5200     |                                         |             |                                 |
| 932  |         | CHA | Gabčíkovský park           | 27,5000      |                                         |             |                                 |
| 803  | Hetméň  | PR  | Hetméň                     | 14,7100      | Kategorie „Hetméň“ na Wikimedia Commons |             | 48°2′16″ s. š., 17°27′51″ v. d. |
| 937  |         | CHA | Hubický park               | 39,0000      |                                         |             |                                 |
| 805  |         | PR  | Jurovský les               | 2,1369       |                                         |             |                                 |
| 807  |         | NPR | Klátovské rameno           | 306,4400     |                                         |             |                                 |
| 1174 |         | CHA | Konopiská                  | 7,5153       |                                         |             |                                 |
| 945  |         | CHA | Kráľovičovokračiansky park | 12,8700      |                                         |             |                                 |
| 82   |         | PP  | Kráľovská lúka             | 3,2400       |                                         |             |                                 |
| 813  |         | PR  | Opatovské jazierko         | 2,3579       |                                         |             |                                 |
| 123  |         | NPR | Ostrov orliaka morského    | 22,7700      |                                         |             |                                 |
| 968  |         | CHA | Rohovský park              | 12,8100      |                                         |             |                                 |
| 980  |         | CHA | Tonkovský park             | 6,7200       |                                         |             |                                 |